# Kassav'
Kassav'  is een Zoukformatie uit Guadeloupe. De band introduceerde als eerste het Zouk-genre. Sinds de oprichting van de band is Kassav' populair geworden in zowel het Caribisch gebied, als Afrika en Europa. Kassav is het Kweyol (Frans-Creools) woord voor een ronde, platte cassavekoek met kokos.
In 1979 besloten Pierre-Edouard Décimus en Freddy Marshall hun favoriete muziek carnival in een moderner jasje te steken, door elementen uit onder meer de rock te gebruiken. De twee zochten er nog wat muzikanten bij, onder wie gitarist Jacob Desvarieux en basgitarist George Décimus (Pierre-Edouards broer). Het eerste album, Love and Ka Dance, was het resultaat en hiermee was een nieuw muziekgenre geboren: Zouk. Tijdens de opnamen van het tweede album (Lagué Mwen) werd kennis gemaakt met de magische stem van (toen nog) achtergrondzangeres Jocelyn Béroard. Nog voor de opnamen van het derde album sloten de zanger Jean-Philippe Marthély en Jean-Claude Naimro (op toetsenbord) zich aan bij Kassav'. Later sloot ook de zanger Patrick Saint-Eloi zich bij de groep aan.
In augustus 1981 begon Kassav' voor het eerst op te treden door heel het Caribisch gebied, vergezeld nu door twee danseressen, Catherine Laupa en Marie-José Gibon. Na verloop van tijd kreeg de band ook in het buitenland bekendheid: in Frankrijk, het Caribisch gebied en Afrika. Kassav' speelde voor uitverkochte zalen, voor duizenden mensen tegelijk en bracht de ene na de andere cd uit.
De groep besloot na vier albums tijdelijk te stoppen. Verschillende bandleden brachten een soloalbum uit, maar het werk voor de band kreeg ook nog genoeg aandacht.
In 1999 werd een verzamelalbum uitgebracht, om het 20-jarig jubileum van de groep te vieren. Critici spraken over het einde van Kassav; de bezetting zou te oud zijn, de formule was uitgewerkt, de mensen hadden het wel weer gehad. Niets bleek minder waar: een concert in Parijs bracht 32.000 fans bijeen.
Eind juli 2021 overleed gitarist en medeoprichter van Kassav', Jacob Desvarieux, aan de gevolgen van COVID-19.